# 안셀땃쥐
안셀땃쥐(Crocidura ansellorum)는 땃쥐과에 속하는 포유류의 일종이다. 잠비아의 토착종이다. 자연서식지는 아열대 또는 열대 습윤 저지대 숲이다. 서식지 감소로 멸종 위협을 받고 있다.